# Stazione di Motta San Giovanni-Lazzaro
Stazione di Motta San Giovanni-Lazzaro vasútállomás Olaszországban, Calabria régióban, Motta San Giovanni településen.

## Vasútvonalak
Az állomást az alábbi vasútvonalak érintik:
- Jonica-vasútvonal

## Kapcsolódó állomások
A vasútállomáshoz az alábbi állomások vannak a legközelebb:
- Stazione di Saline di Reggio
- Stazione di Reggio di Calabria Bocale